# S6W Advanced Fleet Reactor
S6W Advanced Fleet Reactor – amerykański napędowy jądrowy reaktor wodny ciśnieniowy (PWR) opracowany i wykorzystywany do zapewnienia energii i napędu jednostek pływających marynarki wojennej Stanów Zjednoczonych. Reaktor S6W wykorzystywany jest aktualnie do zapewnienia energii i napędu okrętów podwodnych typu Seawolf.
Prototypem tego reaktora była funkcjonująca w Knolls Atomic Power Laboratory w Ballston Spa siłownia S8G. Z punktu widzenia bezpieczeństwa, S6W nie stanowi konstrukcji przełomowej - nie odbiega w tym względzie od innych reaktorów marynarki. Po raz pierwszy uruchomiono go w 1994, kiedy w trakcie testów uzyskano bardzo dobre parametry pracy. Spowodowało to, iż w 1995 roku reaktor S6W zainstalowany został na pierwszej jednostce "Seawolf" (SSN-21), ówcześnie noszącej jeszcze miano PCU (pre-commissioned unit) "Seawolf" (SSN-21)
Symbolika:
- S - jednostka dla okrętów podwodnych (submarine)
- 6 - 6 generacja rdzenia w klasyfikacji producenta
- W - producent (W - Westinghouse Electric)